# موزخوار کاکل‌قرمز
موزخوار کاکل‌قرمز (نام علمی: Tauraco erythrolophus) نام یک گونه از سرده موزخوارهای اصلی است.